# Bruno Castagna
Bruno Castagna (Traona, 20 ottobre 1908 – Monte Maliniek, 15 maggio 1942) è stato un militare italiano Vicebrigadiere dell'Arma dei Carabinieri, insignito di medaglia d'oro al valor militare alla memoria.

## Riconoscimenti e dediche
Alla memoria del Vicebrigadiere Bruno Castagna è intitolata la caserma sede della Compagnia Carabinieri di Tirano e la Scuola Primaria di Traona (So).